# Alfred Suzanne
Pour les articles homonymes, voir Suzanne.
Alfred Suzanne (1839-1916) était un chef cuisinier français qui exerça 40 ans en Irlande et en Angleterre, comme chef privé de maisons aristocratiques, auteur d'ouvrages et articles sur la cuisine et la gastronomie. Il doit sa notoriété dans le public à ses nombreuses monographies (Manière de cuire les œufs, le poisson, les légumes, d'accommoder les restes) et chez les professionnels par son ouvrage didactique La Cuisine et pâtisserie anglaise et américaine.
Il écrit en français et en anglais. En 1894, Châtillon-Plessis (pseudonyme d'Émile-Abel Chizat, qui était également son éditeur) le qualifie de chef éminent et de Chamfort de la cuisine, le plus littéraire des auteurs culinaires avec Ozanne.

## Biographie
La principale source d'information sur Alfred Suzanne provient du Practical gastronomy and culinary dictionary (1892 et 94). «Suzanne est né en 1829 en Normandie, son père et le grand-père étaient des chefs renommés ».
En 1847 il est le premier chef français qui débarque à Dublin comme chef de cuisine du comte de Clarendon, Lord Lieutenant d'Irlande (1847-1852) chez qui il cuisine pour la reine Victoria en 1849. De 1849 à 1853 Alfred Suzanne est chef-pâtissier au château de Dublin chez le vice-roi d’Irlande, de 1854 à  1882 chef de cuisine chez lord Wilton, puis à la mort de ce dernier, de 1882 à 1887 chef de cuisine chez le duc de Bedford qu'il quittera pour des problèmes de santé. Il retourne en France à son domicile 2 Place Parmentier à Neuilly en 1887 après avoir été, avec Jules Gouffé, membre du jury de l'exposition culinaire de Londres conçue par Edouard Pouard. 
À partir de 1884 il publie ses livres, en français et en anglais, des deux côtés de la Manche. Il leur doit sa célébrité. Prosper Montagné écrit: «A l'étranger, et on fait grand cas des ouvrages de ce genre écrits par des techniciens de chez nous, tels que Alfred Suzanne, Auguste Escoffier, Paul Bouillard, Philéas Gilbert ».
Alfred Suzanne était un bon musicien et un photographe amateur reconnu au Royaume-Uni.

## Les monographies

### Les œufs
Il se fait connaitre du public francophone en 1885 (la publicité commence en avril, Suzanne écrit que la publication date de 1884) avec son livre 100 manières d'accommoder et de manger les œufs augmenté lors de rééditions à 120 puis 150 manières (1890), 200 manières en 1895 puis 250 manières d'accommoder et de servir les œufs en 1903. Marius Berte avait recueilli (de 1852 à 1885) 120 recettes froides et chaudes qu'il regroupe dans Les œufs à la parisienne (Paris, E. Perreau, 68 p.) publié en 1878 selon A. Bautte, réédité en 1885. En 1893, Ferdinand Grandi spécialiste de la cuisine italienne donne 130 manières d'accommoder les œufs et suit l'escalade 250 (1898) puis 350 manières en 1904 (4ème édition). La compétition pour l'auteur le plus prolixe de monographie sur les œufs (que perçoit bien P. Lacam) se termine avec A. Bautte en 1906 : Les Œufs, avec 1000 manières de les préparer et de les servir.
Suzanne regrette en 1903 que « les auteurs de ces livres sous prétexte d'innovation ont dénaturé les recettes connues... et les affubles de dénominations comiques et souvent grotesques » (il vise Grandi qui ne manque pas d'imagination). Cette mode des recettes d'œufs montre d'une part le souci des auteurs culinaires d'écrire pour tout le monde, l'œuf est à la portée de toutes les bourses et d'autre part l'ambiance créative et concurrentielle de l'époque.

### Les salades
Ses livres de la série XX manières d'accommoder sont des succès commerciaux, avec de nombreuses rééditions, comme L’Art de préparer, servir et accommoder les salades, ou les restes. Alfred Suzanne publie en 1901 L’Art de préparer, servir et accommoder les salades puis à partir de 1906 avec le titre 150 manières d'accommoder les salades. A la différence des œufs, c'est la version anglaise A book of salads : the art of salad dressing sortie en 1900 qui sera longtemps rééditée. Charles Herman Senn écrit «L'accueil réservé à L'Art de Préparer et d'Accommoder les Salades de M. Suzanne, dont le présent ouvrage est une traduction par A. M. Garance, a été très flatteur, et à juste titre, parce que c'est un travail sur un sujet populaire, et fournit un besoin ressenti par chaque maître d'hôtel, cuisinier et gouvernante». Le livre sera ensuite copubliée avec son ami Senn, signée de l'un ou de l'autre ou des deux selon les éditions et régulièrement rééditée, 1914, 1922, 1935.     

## Le réseau professionnel et amical

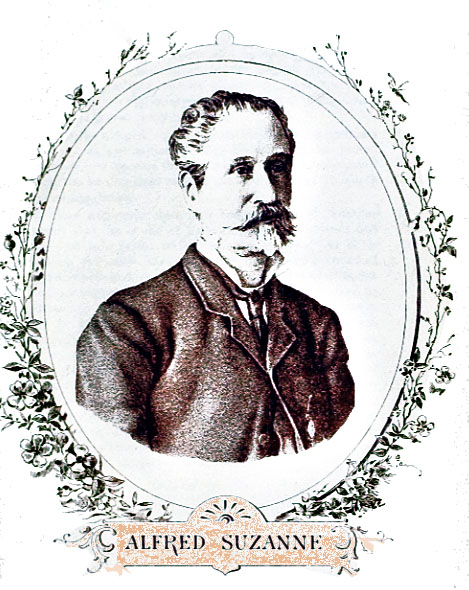
Portrait d'Alfred Suzanne dans Practical gastronomy and culinary dictionary 1892-94

Máirtín Mac Con Iomaire décrit dans sa thése The Emergence, Development and Influence of French Haute Cuisine on Public Dining in Dublin Restaurants 1900-2000 le réseau qui lie les chefs de cuisine avec comme centre Auguste Escoffier, Suzanne a des liens avec les chefs suisses à Dublin: Opperman, Gygax, Wuest, et Michel et Francois Jammet du Restaurant Jammet à Dublin et au Bristol à Paris ainsi que leur influence réciproques. A sa suite, plusieurs chefs francophones de renom ont travaillé dans les cuisines d'aristocrates en Irlande: Jean Barlerin, Pierre Lechers, Eugene Pouard, A. Bautte.
A Londres, il entretient des relations avec le monde de la gastronomie francophone, Austin de Croze dit de lui «mon vieil ami», puis à Paris il n'a aucune difficulté à retrouver la Société des cuisiniers français, il en est commissaire général de l'exposition culinaire de la Société des cuisiniers français en 1890. 

### A. Bautte
Après Suzanne, Bautte travaille à Dublin (chef du Shelbourne Hotel -1896), puis au Hans Crescent Hotel de Londres alors que Suzanne se trouve également à Londres. Ses relations avec Alfred Suzanne ne sont pas documentées, on sait peu de choses de Bautte. Mais les sujets traités par les 4 monographies de Bautte sont proches de celles de Suzanne: 
- Il publie une Modern French and English Cookery (1901) après La Cuisine et pâtisserie anglaise (1894) de Suzanne.
- Sa monographie en français sur les œufs, Les Œufs, avec 1000 manières de les préparer et de les servir (1906) suit la série à succès des manières d’accommoder et de servir les œufs de Suzanne depuis 1884, dont 250 manières d’accommoder et de servir les œufs (1903).
- 239 manières d'accommoder les pommes de terre (1930) vient après 100 manières d’accommoder les pommes de terre (1891) de Suzanne.
- Hors-d'Oeuvres, Savouries, salads, pâtes and cheese (1906) vient après L’Art de préparer, servir et accommoder les salades de Suzanne (1901).

A. Bautte ne cite pas Suzanne dans sa somme sur les œufs. Il n'a pas connu le succès commercial de Suzanne, ses tirages sont restreints voir confidentiels. Sa vie fut cosmopolite, il parle de sa «longue et pénible carrière culinaire » (chapitre Les œufs brouillés).  

### Alexis Soyer
Georges Vicaire écrit dans Bibliographie gastronomique (1890), article Alexis Soyer: «Soyer, cuisinier français, eut en Angleterre une réputation considérable. Il fut pendant plusieurs années chef du Reform club, ses ouvrages culinaires, ou du moins la plupart ont atteint un tirage énorme. M. Alfred Suzanne, ancien chef des cuisines du duc de Bedford, qui a connu Soyer à Londres a publié, dans l'Art culinaire du 15 avril et du 15 mai 1887, de très intéressants détails sur la vie et sur la carrière de ce cuisinier célèbre» .  

## Anthologie
- Jean-Marie Francoeur. Génèse de la cuisine Québécoise. Fides. 2011[28]

« À la recette de pouding de mouton, Suzanne écrit: « Les Anglais mangent diverses viandes sous cette forme qui ne plairait guère au goût français. » Et il termine par: «En Angleterre, on fait ainsi avec cette pâte des rognons, de l’agneau, du foie, du bœuf aussi et même des entremets sucrés. » Il conclut la recette de poulet aux huîtres par: «Rien de transcendant comme goût. Les Anglais sont forts pour les viandes bouillies; ils servent ainsi lapins et gibiers. » Et à l’article Légumes: «Les légumes n’offrent rien de particulier qui mérite d’être signalé. La pâtisserie non plus. » »

- Chatillon-Plessis. La vie à table à la fin du XIXe siècle : théorie, pratique et historique de gastronomie moderne... Paris. 1894. Texte de Suzanne rapporté dans ce livre

« Le curé d' un village, invité à un dîner de noces, s' écriait après chaque plat en élevant son verre:  Mes enfants, avec ceci, il faut boire du vin. On était au dessert qu'il répétait son précepte pour la dixième fois et, comme de juste, prêchait l' exemple .
- Pardon , monsieur le curé , fit l' un des convives , mais avec quoi donc ne buvez-vous pas de vin ?
- Avec de l' eau, mon fils ! »

- Ferdinand Grandi. 250 manières pour apprêter les œufs, suivies de quelques recettes inédites de cuisine.1898[29]. (Il existe aussi un potage Alfred Suzanne[30]).

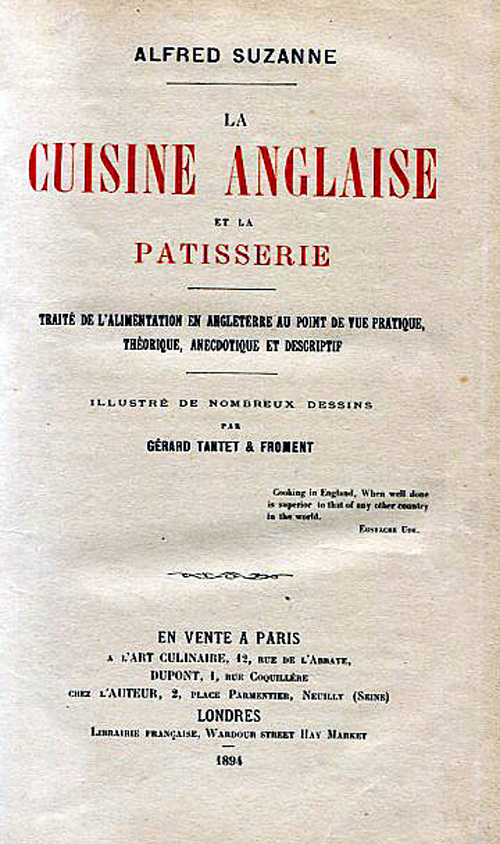
Edition originale de La cuisine anglaise et la pâtisserie (1894)

« Œufs Suzanne - Faites huit œufs brouillés auxquels vous aurez mélangé une petites truffe hachée fin. Versez ce contenu au centre d’un plat où vous aurez préalablement dressé une bordure de riz cuit au jus. Garnissez le haut de la bordure de croustades à la moelle. Glacez bien le tout et servez. »

## Publications
- Alfred Suzanne.100 manières d'accommoder et de manger les œufs. Suivi d'un aperçu sur les œufs en général, leurs propriétés chimiques et hygiéniques; manière de les conserver, etc. Paris, I. Frank 70 p. 1884 ; rééd 1903 - Cet ouvrage sera suivi par :
  - 120 manières d’accommoder les œufs. 1890
  - 150  manières d'accommoder et de manger les œufs. Dupont éditeur Paris, coll. « petite encyclopédie culinaire », 92 p., 1889
  - 200 manières d’accommoder les œufs. Paris, L'Art culinaire, Charles, 1895. Illustré par Gérard Tantet et Froment.
  - 250 manières d’accommoder et de servir les œufs. Paris, Dupont et Malgat, L'Art culinaire, 1903
- Alfred Suzanne - Twenty-eight Years Chef to the Earl of Wilton, now Chef to the Duke of Bedford. Egg cookery: One hundred and fifty ways of cooking and serving eggs. London. Newton & Eskell. 97 p. 1887.(«Cette édition donne cinquante recettes de plus que l'édition française »[31]) Réed. 1899, 1905.
- Alfred Suzanne préface en vers par Achille Ozanne. Cent vingt manières d'utiliser les restes. Paris. l'Art culinaire, Petite encyclopédie culinaire. 1890 ; rééd. 1892. Illustré par Gérard Tantet.
- Alfred Suzanne. Cent manières d' accommoder les pommes de terre. mars 1891[32].
- Alfred Suzanne, préface en vers par Achille Ozanne. Cent cinquante manières d'utiliser les restes, Paris. L'Art culinaire. 1892 Illustré par Gérard Tantet[33]
- Alfred Suzanne. La cuisine anglaise et la pâtisserie. Paris. L'Art culinaire et Londres, Librairie française. 460 p. 1894. Illustrations Gérard Tantet et Froment. Réed La Cuisine et pâtisserie anglaise et américaine: Traité de l'alimentation en Angleterre et en Amérique (avec de nombreux menus). 394 p. 1904, Jeanne Lafitte 394 p. (préface de Robert J. Courtine) 1982 , Menu Fretin 2014[34], Forgotten Books, 2018.

- Alfred Suzanne, L’Art de préparer, servir et accommoder les salades. Paris, L’Art culinaire, 173 p. 1901. Illustré par Gérard Tantet et Froment (150 recettes de salade). 23 éditions de 1903 à 2013 sous divers titres (150 manières d'accommoder les salades, Albin Michel, 190 p. 1906[35])
- Alfred Suzanne et Charles Herman Senn. 200 Ways to Make a Salad. The Handy 1903 Guide. 1903. réed Dover Publications, 2018

- Alfred Suzanne (préface de Philéas Gilbert), 300 manières d'accommoder les poissons. Paris Dupont et Malgat-L'Art Culinaire, 291 p. 1899 (sans date). Illustrations de Gérard Tantet. Réed 1906[36], Paris, Albin Michel, 256 p. 1926.

- Alfred Suzanne. A Book of Salads - The Art of Salad Dressing. Londres, The Food and Cookery Publishing Agency, 99 p. 1906. Réed. 1914, London, Ward, Lock & C, Ltd, 1935, Pranava Books, 2020
- Alfred Suzanne (préface de Fulbert-Dumonteil). 300 manières d'accommoder les légumes, 100 manières d’accommoder les pommes de terre. Paris Librairie des publications populaires, 220 p., 1906[37], réed Paris, Albin Michel, s.d. [vers 1915]. Illustrations Gérard Tantet.

### en collaboration
- Collectif (avec la collaboration d'Alfred Suzanne). Dictionnaire universel de cuisine et d'hygiène alimentaire : modification de l'homme par l'alimentation, Paris, 1889[38].

- A. Escoffier, avec la collaboration de MM. Philéas Gilbert, E. Fétu, A. Suzanne, etc. Le Guide culinaire, aide-mémoire de cuisine pratique, Paris, Bureau de l'Art culinaire, 1903.

### Journalisme
- Alferd Suzanne dirige et participe à la revue L'Art culinaire, organe de la Société des Cuisiniers français et de l'Ecole de Cuisine[39]. Articles parus dans L'Art culinaire:  Alexis Soyer (1887), Les coulisses de la cuisine. Le plongeur. Paris. (1891)[40], Les Coulisses de la Cuisine: les arlequins, p. 47(1892)[41], La Cuisine au Théâtre (1898)[42], L'omelette Poulard (1902)[43].